# Leonor Rodríguez Manso
Leonor del Pilar Rodríguez Manso (Las Palmas de Gran Canaria, 21 d'octubre de 1991), coneguda esportivament com Leonor Rodríguez o Leo Rodríguez, és una jugadora de bàsquet espanyola. Milita en les files del Perfumerías Avenida de la Lliga femenina espanyola.
Ocupa les posicions d'escorta (2) o aler (3) i es caracteritza pel seu bon tir exterior de tres punts, les seves ràpides penetracions al cèrcol i per la seva exquisida visió de joc.
Internacional amb la selecció espanyola en categories de formació, es proclamà campiona d'Europa sub-16 (2006), sub-18 (2009) i sub-20 (2011) i aconseguí el subcampionat del Món sub-19 (2009). Amb la selecció espanyola és internacional des del maig de 2013 i s'ha proclamat campiona d'Europa (2017), subcampiona (2023) i aconseguí una medalla d'argent al Campionat del Món de 2014. També ha competit a dos Jocs Olímpics, Rio de Janeiro 2016, guanyant una medalla d'argent, i Tokio 2020, finalitzant en sisena posició.

## Palmarès
Clubs
- 3 Lligues espanyoles de bàsquet femenina (2015-16, 2020-21, 2021-22)
- 3 Copes espanyoles de bàsquet femenina (2014, 2015, 2022)
- 3 Supercopes espanyoles de bàsquet femenina (2013, 2014, 2021)

Selecció espanyola
- 1 medalla d'argent als Jocs Olímpics de Rio de Janeiro 2016
- 1 medalla d'argent als Campionats del Món de bàsquet femení (2014)
- 1 medalla d'or als Campionats d'Europa de bàsquet femení (2017)
- 1 medalla de plata als Campionats d'Europa de bàsquet femení (2023)